# Visočka Ržana
Visočka Ržana (cyr. Височка Ржана) – wieś w Serbii, w okręgu pirockim, w mieście Pirot. W 2011 roku liczyła 23 mieszkańców.